# Pieve Fosciana
Pieve Fosciana és un comune (municipi) de la província de Lucca, a la regió italiana de la Toscana, situat uns 80 km al nord-oest de Florència i uns 30 km al nord de Lucca.
L'1 de gener de 2018 tenia 2.484 habitants.
Pieve Fosciana limita amb els municipis de Camporgiano, Castelnuovo di Garfagnana, Castiglione di Garfagnana, Fosciandora, Pievepelago, San Romano in Garfagnana i Villa Collemandina.